# Hipsunte
Hipsunte (en griego, Υψούντα, Υψούς) fue una antigua ciudad griega situada en Arcadia.
Según la mitología griega, la ciudad fue fundada por Hipsunte, hijo de Licaón.
Pausanias indica que estaba situada en una altura sobre una llanura que llevaba también su nombre y que entre Tireo e Hipsunte la tierra era montañosa y llena de animales salvajes, pero que la ciudad estaba en ruinas en su tiempo.
Se ha sugerido que debió localizarse en el lugar donde está situada la actual población de Stemnitsa.